# Grand collisionneur électron-positron

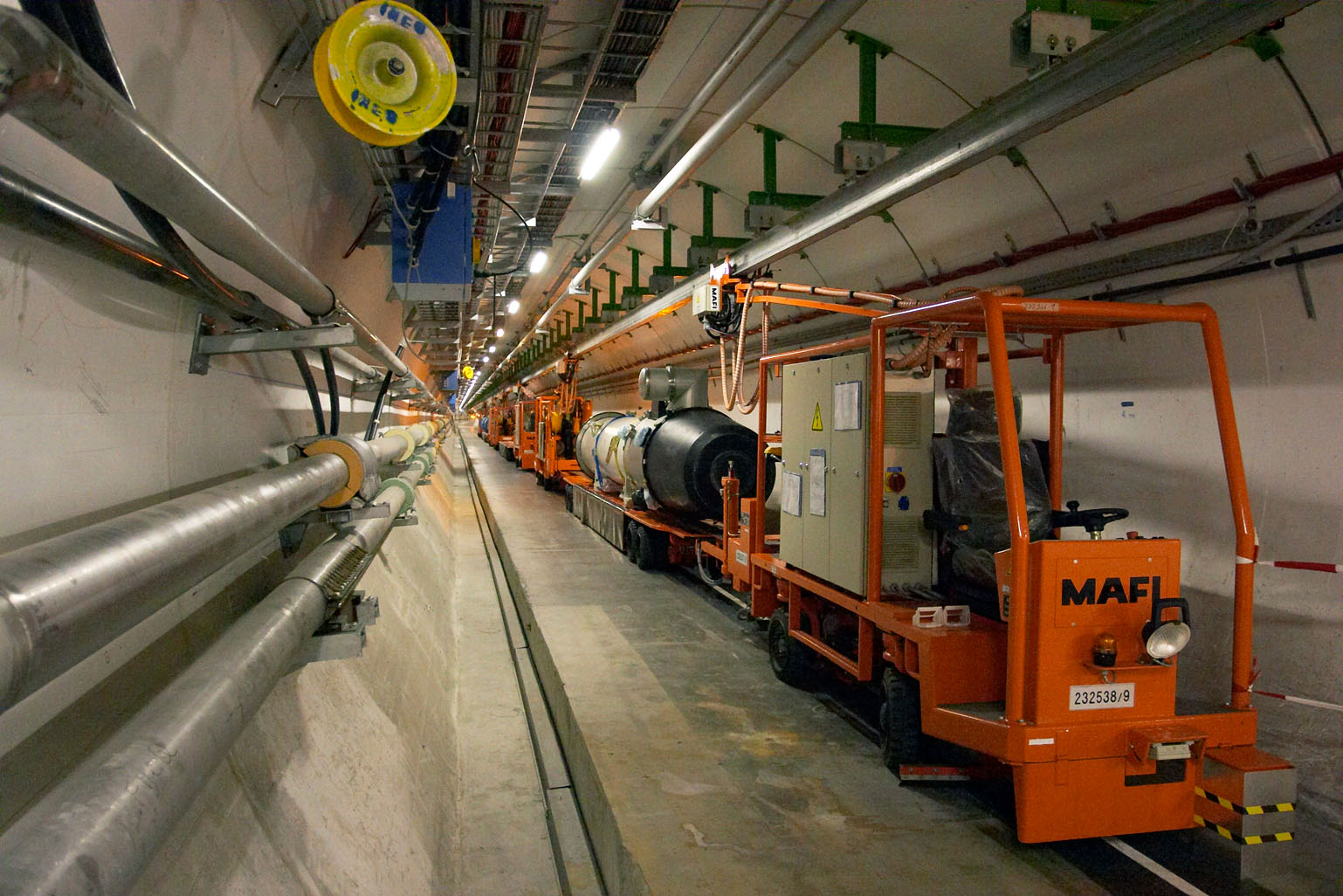
Dans l'un des couloirs du bâtiment ayant abrité le grand collisionneur électron-positron.

Le grand collisionneur électron-positron (en anglais : Large Electron Positron collider : LEP) était un accélérateur de particules circulaire de 27 km de circonférence, passant sous le site du CERN entre la France et la Suisse. En fonction de 1989 à 2000, le LEP demeure le plus puissant collisionneur de leptons jamais construit.

## Histoire

Plan du complexe d'accélérateurs du CERN (le LHC remplace depuis 2008 le LEP).

Les physiciens des pays membres du CERN ont développé l'idée du LEP vers la fin des années 1970. Le projet a été officiellement approuvé en 1981, et les premiers travaux furent inaugurés le 13 septembre 1983. L'excavation du tunnel fut achevée le 8 février 1988. Les éléments de l'accélérateur furent rapidement installés, et le premier faisceau circula dans l'anneau le 14 juillet 1989. Les premières collisions à l'intérieur des détecteurs ont été obtenues le 13 août de la même année. L'inauguration officielle a eu lieu le 13 novembre 1989 en présence des chefs d'État et ministres des quatorze pays membres du CERN.
Le LEP a été démantelé à l'automne 2000. Il a été remplacé en 2008 par le grand collisionneur de hadrons (LHC) dont les performances ont permis de confirmer l'existence du boson de Higgs et de particules encore plus massives. Contrairement à son prédécesseur, le LHC est un collisionneur de protons, ce qui lui permettra d'atteindre des échelles d'énergie largement supérieures au LEP.

## Fonctionnement

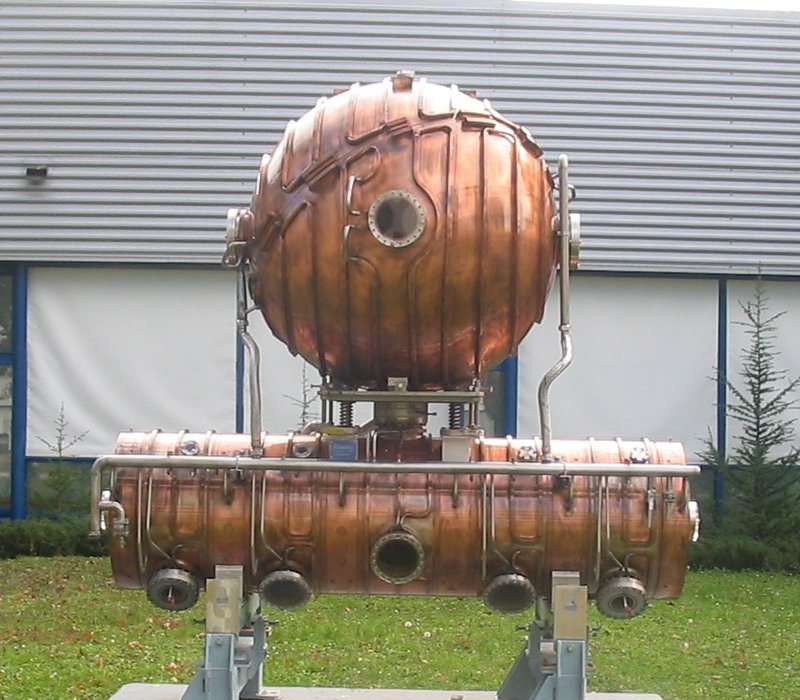
Une cavité RF du LEP maintenant exposée à l'exposition Microcosm au CERN.

Les positrons et électrons tournaient en sens opposé à une vitesse proche de celle de la lumière dans l'anneau, enfoui 100 mètres sous terre. Ils entraient en collision au niveau des quatre détecteurs du LEP : ALEPH, OPAL, L3 et DELPHI.
Les collisions entre les paquets de positrons et d'électrons libéraient une énergie pouvant atteindre jusqu'à 209 GeV.

## Réalisations
Le LEP a permis de déterminer très précisément la masse des bosons intermédiaires c'est-à-dire des bosons {\displaystyle W_{-}^{+}} et du boson {\displaystyle Z^{0}} (bosons vecteurs de l'interaction faible) et fut ainsi un outil très intéressant pour vérifier la théorie d'unification de l'interaction faible et de l'interaction électromagnétique : l'interaction électrofaible.
L'étude de la durée de vie du {\displaystyle Z^{0}} faite en 1989 a permis de limiter à 3 le nombre de neutrinos légers se couplant avec la matière.
En 2000, le LEP aurait également produit le boson de Higgs (particule prédite par le modèle standard pour expliquer le fait que l'interaction électrofaible se soit scindée en interaction électromagnétique et interaction faible) mais les incertitudes n'ont pas permis de valider cette découverte.

### Sources
- CERN: Histoire du LEP